# Baie du Petit-Pokemouche
Ne doit pas être confondu avec Baie-du-Petit-Pokemouche.
Pour les articles homonymes, voir Pokemouche (homonymie).
La baie du Petit-Pokemouche est une baie ou plutôt un barachois situé dans le comté de Gloucester, au nord-est du Nouveau-Brunswick. La baie est située dans la plaine de Shippagan, au bord du golfe du Saint-Laurent. Elle a donné son nom au village de Baie-du-Petit-Pokemouche.